# بياض الثلج ذات الشعر الأحمر
بياض الثلج ذات الشعر الأحمر (باليابانية: 赤髪の白雪姫، بالروماجي:  Akagami no Shirayukihime) (بالإنجليزية: Snow White with the Red Hair)‏ هي سلسلة شوجو مانغا يابانية من تأليف سوراتا أكيزوكي. صدرت في 10 أغسطس 2006 في مجلة لالا دي إكس، ثم انتقلت إلى لالا تكونت المانغا من 19 مجلداً، وتم نشرها في مجلدات مجمعة بواسطة هاكسينشا. أنتجت إلى أنمي تلفزيوني من قبل استوديو بونز، عرض في 6 يوليو عام 2015 حتى 28 مارس 2016 وتكون 24 حلقة + 1 أوفا.

## القصة
تدور أحداث القصة عن شيرايوكي هي فتاة ولدت بشعر أحمر براق، لديها حلم هو أن تتعلم الطب. بسبب لون شعرها غير المعتاد، تربت شيرايوكي لتكون حذرة دائما من إظهار شعرها في محيط جديد ونمت لتصبح شابة. ومع ذلك تلتقي بالأمير راج الذي لاحظ شعرها، ويغرم بها من النظرة الأولى، وأمرها بأن تصبح زوجته رفضت أوامره، وقصت شعرها وتركته خلفها وتهرب إلى مملكة كلارينس المجاورة.

## الشخصيات

### الشخصيات الرئيسية
شيرايوكي (باليابانية: 白雪، بالروماجي: Shirayuki)
مؤدية الصوت: ساوري هايامي
زين ويستاليا (باليابانية: ゼン・ウィスタリア، بالروماجي: Zen Wisutaria)
مؤدي الصوت: ريوتا أوساكا
ميتسوهيدي لوين (باليابانية: ミツヒデ・ルーエン، بالروماجي: Mitsuhide Rūen)
مؤدي الصوت: يويتشيرو أوميهارا
كيكي سيران (باليابانية: 木々・セイラン، بالروماجي: Kiki Seiran)
مؤدية الصوت: كاوري نازوكا
أوبي (باليابانية: オビ، بالروماجي: Obi)
مؤدي الصوت: نوبوهيكو أوكاموتو

### الشخصيات أخرى
ريو (باليابانية: リユウ، بالروماجي: Ryū)
مؤدية الصوت: يوكو سانبي
إيزانا ويستاليا (باليابانية: イザナ・ウィスタリア، بالروماجي: Izana Wisutaria)
مؤدي الصوت: أكيرا إيشيدا
ماركويس هاروكا (باليابانية: ハルカ候، بالروماجي: Marquis Haruka)
مؤدي الصوت: تومويوكي شيمورا
غاراك جازيلت (باليابانية: ガラク・ガゼルト، بالروماجي: Garaku Gazeruto)
مؤدية الصوت: يوكو كايدا
ياتسوفوسا (باليابانية: 八房، بالروماجي: Yatsufusa)
مؤدي الصوت: ري ياماهاتا
فيسكونت بلاكير (باليابانية: ブレッカ 子爵، بالروماجي: Burekka Shishaku)
مؤدي الصوت: توكويوشي كاواشيما
كيهارو توغرل (باليابانية: キハル・トグリル، بالروماجي: Kiharu Toguriru)
مؤدية الصوت: تشيوا سايتو
هيغاتا (باليابانية: ヒガタ، بالروماجي: Higata)
مؤدي الصوت: يوسوكي هاندا
هيسامي لوغاس
إيارل سيران
يوها
هاروتا ويستاليا
زاكورا شيدنوتي
كاي أوروكيرو (باليابانية: カイ・ウルキル، بالروماجي: Kai Urukiru)
مؤدي الصوت: يوما أوتشيدا
شيرا إيغان (باليابانية: シイラ・エイガン، بالروماجي: Shīra Eigan)
مؤدي الصوت: تشيهارو ساواشيرو
شوكا (باليابانية: シュカ، بالروماجي: Shuka)
مؤدي الصوت: تسوباسا يوناغا
شيكيتو (باليابانية: シキト، بالروماجي: Shikito)
مؤدي الصوت: ياسواكي تاكومي
يوزوري (باليابانية: ユズリ، بالروماجي: Yuzuri)
سوزو (باليابانية: 鈴، بالروماجي: Suzu)
هاكي
كيريتو
أتوري (باليابانية: アトリ، بالروماجي: Atori)
مؤدية الصوت: رومي باكو
راجي شينازارد (باليابانية: ラジ・シェナザード، بالروماجي: Raji Shenazādo)
مؤدي الصوت: جون فوكوياما
رونا شينازارد (باليابانية: ロナ・シェナザード، بالروماجي: Rona Shenazādo)
مؤدية الصوت: إينوري ميناسي
يوجينا شينازارد (باليابانية: ユジナ・シェナザード، بالروماجي: Yujina Shenazādo)
مؤدية الصوت: ميكاكو كوماتسو
ساكاكي (باليابانية: サカキ، بالروماجي: Sakaki)
مؤدي الصوت: كاتسويوكي كونيشي
ملك شينازارد (باليابانية: シェナザード王様، بالروماجي: Shanmezādo-ousama)
مؤدي الصوت: أتسشي مياوتشي
ميهايا (باليابانية: 巳早، بالروماجي: Mihaya)
مؤدي الصوت: توشيوكي تويوناغا
موكازي (باليابانية: 武風، بالروماجي: Mukaze)
مؤدي الصوت: تورو أوكاوا
كازوكي (باليابانية: 鹿月، بالروماجي: Kazuki)
مؤدية الصوت: ساتشي كوكوريو
إيتويا (باليابانية: イトヤ، بالروماجي: Itoya)
مؤدي الصوت: شينتارو أسانوما
أوميهيبي (باليابانية: ウミヘビ، بالروماجي: Umihebi)
مؤدية الصوت: ميتسكي سايغا
تورو (باليابانية: トロウ، بالروماجي: Torou)
مؤدية الصوت: نانا ميزوكي

## وصلات خارجية
- موقع المانغا الرسمي (باليابانية)
- موقع الأنمي الرسمي (باليابانية)

بياض الثلج ذات الشعر الأحمر على موقع ANN manga (الإنجليزية)

لم يتم العثور على روابط لمواقع التواصل الاجتماعي.